# Iglesias (Sardinien)
Iglesias ist eine italienische Stadt und Gemeinde im Südwesten Sardiniens mit 24.908 Einwohnern (Stand 31. Dezember 2023). Sie ist Mithauptstadt der Provinz Sulcis Iglesiente.

## Geschichte
Bis ins 14. Jahrhundert trug Iglesias den italienischen Namen Villa di Chiesa (deutsch: Kirchdorf). Als Sardinien 1324 an die Aragonier kam, nahm der Ort den heutigen spanischen Namen an (spanisch Iglesia(s) – deutsch Kirche(n)).

## Allgemeines
Die Stadt ist Sitz eines katholischen Bistums. Die Verwaltungsorgane der 2005 neu eingerichteten Provinz Carbonia-Iglesias befanden sich auch in Carbonia. Iglesias ist der Hauptort des ehemals für seine zahlreichen Kohle-, Zink- und Bleigruben bekannten Gebietes Sulcis-Iglesiente.

## Sehenswürdigkeiten
- Die Chiesa di San Salvatore (frühbyzantinischer Quaderbau)
- Bergbaumuseum (Museo dell'arte mineraria)
- La polveriera (alte Erzaufbereitung) im Ortsteil Nebida
- Pan di Zucchero (Ortsteil Masua)

## Verkehr

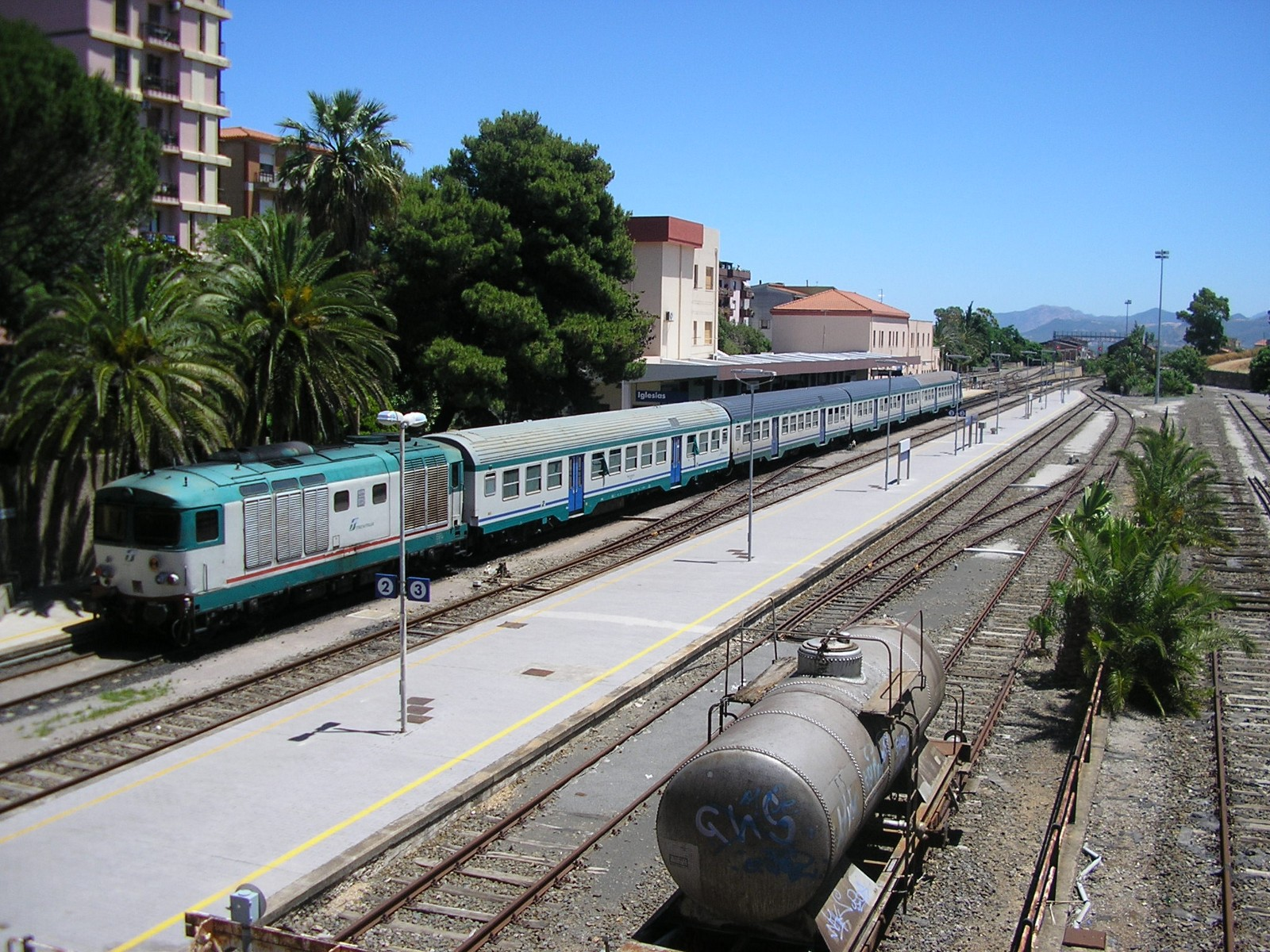
Bahnhof Iglesias

Iglesias hat einen Bahnhof, der Endstation der Regionalbahnlinie Cagliari–Iglesias ist. Von Iglesias führten früher Schmalspurstrecken nach Carbonia und zum Industriehafen Portovesme. Sie wurden zuletzt nur noch für den Frachtverkehr genutzt.
Die autobahnähnliche Schnellstraße SS 130 verbindet Iglesias mit der Regionalhauptstadt Cagliari, die SS 126 mit Carbonia und Oristano.

## Städtepartnerschaften
Seit einigen Jahren sind die Städte Carbonia und Iglesias wegen teilweise ähnlicher Entwicklungen im Bereich des Strukturwandels offizielle Partnerstädte der Stadt Oberhausen im Ruhrgebiet.

## Persönlichkeiten
- Célestin du Pont (1792–1859), römisch-katholischer Geistlicher, Bischof von Saint-Dié 1830–1835, Erzbischof von Avignon 1835–1842, Erzbischof von Bourges 1842–1859, Kardinal